# Цриквеница
Црикве́ница (хорв. Crikvenica) — город в Хорватии, курорт. Находится на западе страны в заливе Кварнер, на побережье Адриатического моря. Население: 7 121 человек (2001), с пригородами — 11 348 (2001). В городе имеется песчаный пляж, один из немногих в регионе.
Ближайший крупный город: Риека (37 км). Соседние города: Кральевица (хорв. Kraljevica) и Нови-Винодолски (хорв. Novi Vinodolski).

## История
Название город получил от церкви (хорв. crkva), построенной неподалёку в 1412 году. В XIX веке в Цриквенице появляются многочисленные туристы, что становится поворотным моментом в истории города. В 1891 году в Цриквенице была открыта первая гостиница. В 1906 году город был официально провозглашён климатическим курортом.

## Города-побратимы
- Вербания, Италия
- Сен-Дье-де-Вож, Франция

## Фотогалерея

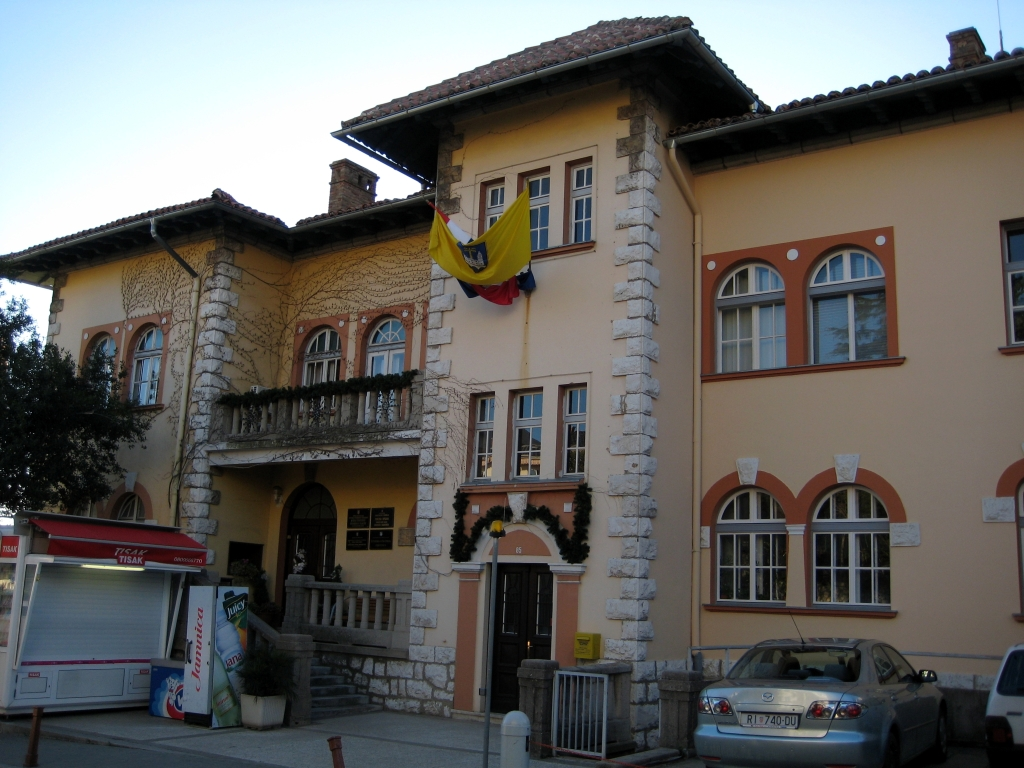
Городская ратуша
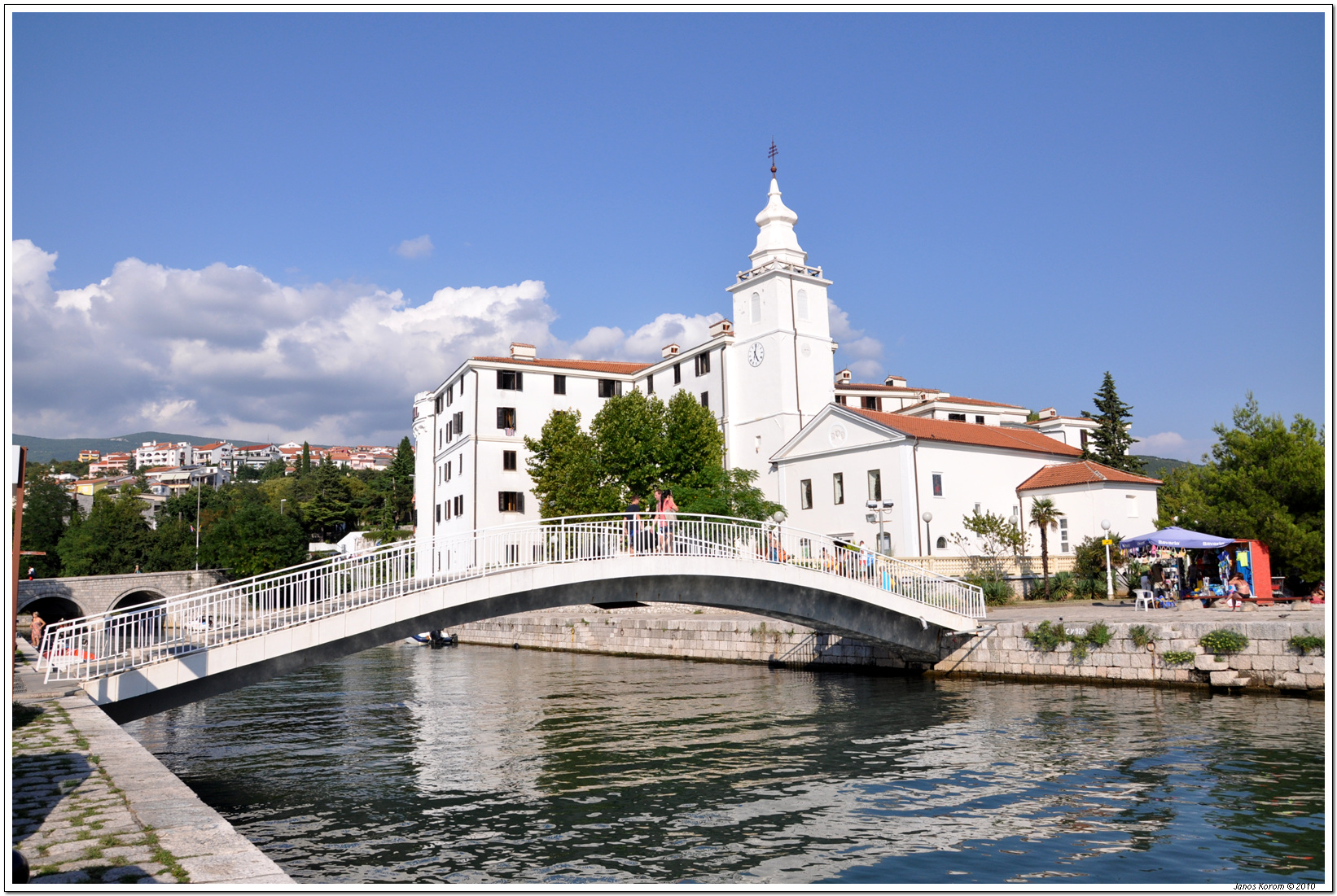
Церковь Успения пресвятой Девы Марии
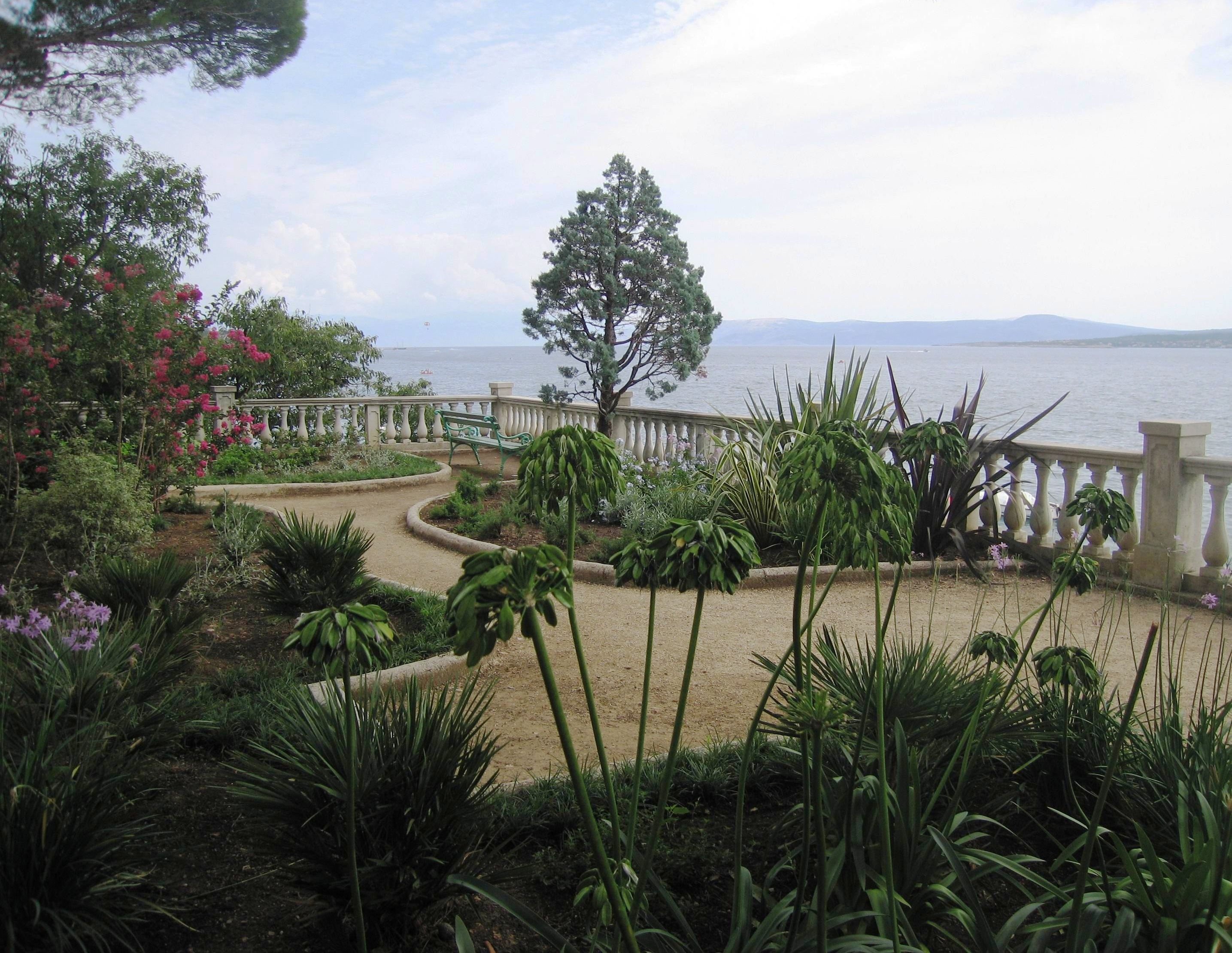
Городской парк
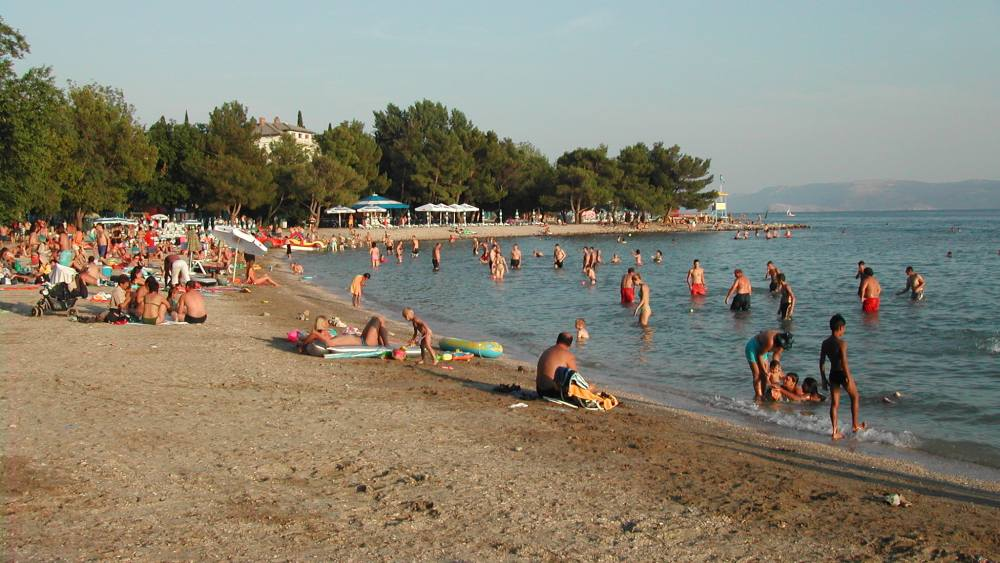
Городской пляж
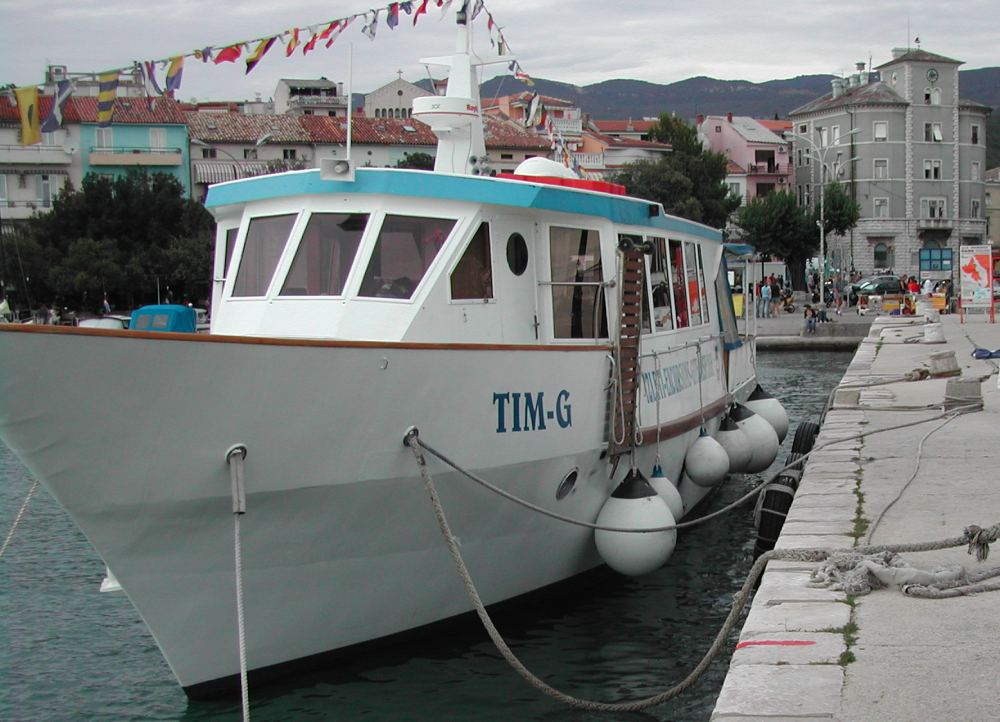
В центре города
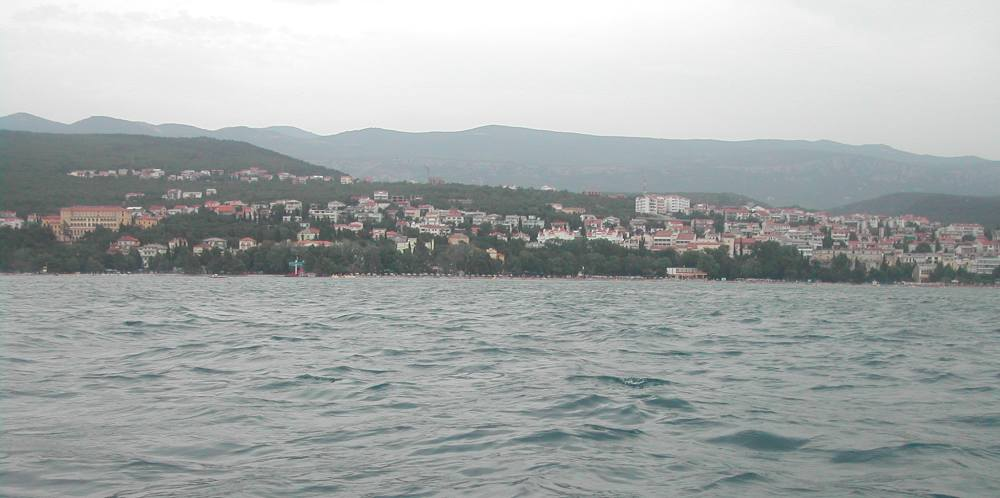
Вид на город с моря